# Maurice-Louis-Etienne Pilod
Maurice-Louis-Etienne Pilod, francoski general, * 1885, † 1950.